# Květná (Svitavyi járás)
Květná település Csehországban, a Svitavyi járásban. Květná Karle, Chmelík, Pomezí, Polička és Vendolí településekkel határos. Lakosainak száma 421 fő (2024. január 1.).

## Népesség
A település lakosságának változását az alábbi diagram mutatja:
| Lakosok száma | 734  | 684  | 660  | 395  | 303  | 325  | 409  | 426  | 401  | 421  |
|               | 1869 | 1890 | 1921 | 1950 | 1980 | 2001 | 2017 | 2019 | 2022 | 2024 |